# 13562 Bobeggleton
13562 Bobeggleton (1992 SF11) là một tiểu hành tinh vành đai chính được phát hiện ngày 28 tháng 9 năm 1992 bởi Spacewatch ở Kitt Peak.